# Las cuatro copas
Las cuatro copas es una revista musical en dos actos, compuesta por Augusto Algueró con libreto de Leandro Navarro e Ignacio F. Iquino. 

## Estreno
Se estrenó en el Teatro Fontalba de Madrid el 26 de mayo de 1951.

## Elenco
La pieza estaba protagonizada por Antonio Casal y Ángel de Andrés, junto alas vedettes Marujita Díaz, Trini Alonso y Lita Rey. La obra permaneció varios años en cartel y las actrices principales serían más adelante sustituidas: Díaz sucesivamente por Lola Ramos (octubre de 1951) y Raquel Daina (diciembre de 1951) Lina Canalejas (febrero de 1952), Maruja Boldoba (mayo de 1953) y Florinda Chico.

## Repertorio
Entre otros, se hicieron célebres el pasodoble Soy madrileña, cantado por Marujita Díaz y el número cómico ¡Ay, la familia!.